# Natronové jezero
Natronové jezero či jezero Natron (anglicky Lake Natron) se nachází v severní Tanzanii na okraji Velké příkopové propadliny, více než  100 km severozápadně od města Aruša. Jezero je protažené od keňských hranic směrem na jih v délce 58 km, široké je v průměru 15 km. Rozloha jezera je 850 km², hloubka však dosahuje pouze 50 centimetrů.
Přítokem je řeka Southern Ewaso Ng'iro, v důsledku vysokého výparu je v jezeře a okolí vysoká koncentrace uhličitanu sodného, voda Natronového jezera má pH větší než 10. Teplota vody dosahuje až 60 °C. Sinice, které přežívají v těchto extrémních podmínkách, barví jezero dočervena. Slaniska okolo jezera, která jsou podle Ramsarské úmluvy mezinárodně chráněná, jsou hnízdištěm plameňáků (až dva a půl milionu kusů). Žije zde také endemická cichlida Alcolapia alcalica, adaptovaná na zásaditou vodu. Vysoký obsah solí způsobuje, že těla živočichů, kteří uhynou v blízkosti jezera, jsou dokonale mumifikována.